# Zegel van de Amerikaanse Maagdeneilanden

Zegel van de Amerikaanse Maagdeneilanden

Het zegel van de Amerikaanse Maagdeneilanden, een eilandengroep van de Verenigde Staten in de Caribische Zee, is ontworpen door Mitch Davis.

## Beschrijving
Op het zegel zijn de belangrijkste drie eilanden van het land te zien, zijnde Saint Croix, Saint John en Saint Thomas. Ook is de Vlag van de Verenigde Staten en de Vlag van Denemarken te zien, als symbool voor de huidige band van de VS en met de oude kolonisator, Denemarken.
Antigua en Barbuda · Aruba · Bahama's · Barbados · Belize · Canada · Costa Rica · Cuba · Curaçao · Dominica · Dominicaanse Republiek · El Salvador · Grenada · Guatemala · Haïti · Honduras · Jamaica · Mexico · Nicaragua · Panama · Saint Kitts en Nevis · Saint Lucia · Saint Vincent en de Grenadines · Sint Maarten · Trinidad en Tobago · Verenigde Staten
Afhankelijke gebieden

Amerikaanse Maagdeneilanden · Anguilla · Bermuda · Britse Maagdeneilanden · Groenland · Guadeloupe · Kaaimaneilanden · Martinique · Montserrat · Navassa · Puerto Rico · Saint-Pierre en Miquelon · Turks- en Caicoseilanden